# ウォーレスクマタカ
ウォーレスクマタカ（Spizaetus nanus）は、タカ目タカ科クマタカ属に分類される鳥類。

## 分布
インドネシア（スマトラ島、ボルネオ島）、タイ、ブルネイ、マレーシア、ミャンマー

## 形態
全長45-58cm。体重0.5-0.6kgとクマタカ属最小種。種小名nanusは「小さい」の意。頭頂の羽毛が伸長（冠羽）する。上面や翼、尾羽は濃褐色、下面は淡褐色の羽毛で覆われる。嘴の基部から頸部へ向かう斑紋（顎線）は黒い。喉は白い。胸部には濃褐色の縦縞、腹部や尾羽基部の下面（下尾筒）、人間でいう足の甲（ふ蹠）を覆う羽毛には濃褐色の横縞が入る。
虹彩は黄色。嘴の色彩は黒い。後肢の色彩は黄色。

## 生態
標高1000m以下の熱帯雨林に生息する。
食性は動物食で、小形哺乳類、鳥類、爬虫類などを食べる。
繁殖形態は卵生。30m以上の高木の樹上に巣を作る。

## 人間との関係
和名や英名は本種を記載したAlfred Russel Wallaceに由来する。
開発による生息地の破壊などにより生息数は減少している。